# Crema (café)

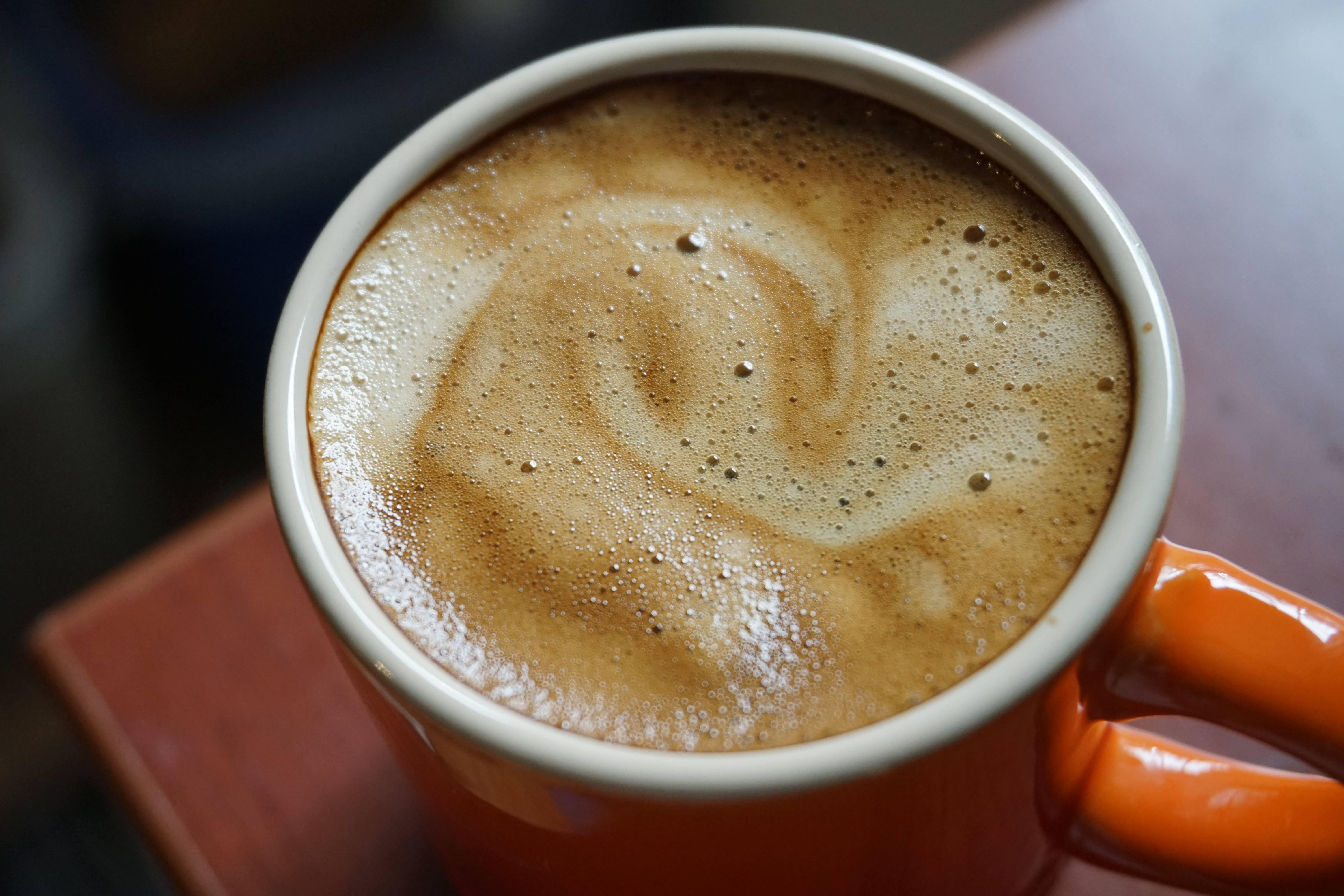
Espresso com crema densa e consistente.

A crema é uma espuma densa e cremosa que se forma na superfície de um café espresso durante sua extração. Considerada uma característica essencial do espresso, a crema é frequentemente utilizada como um indicador visual da boa qualidade da bebida. 

## Descrição
A crema consiste em uma espuma de cor marrom-avermelhada, com textura aveludada, que cobre a superfície de um espresso, quando o mesmo  é adequadamente preparado. Ela é formada durante o processo de extração da bebida, quando água quente sob alta pressão (geralmente 9 bar) passa pelo café moído finamente. A crema é composta por pequenas bolhas de dióxido de carbono (CO₂), óleos naturais do café, frações proteicas e polissacarídeos, que se emulsificam durante a extração, criando uma camada espumosa estável.

### Origem do termo
O termo "crema" se tornou globalmente disseminado em meados do século XX, quando a empresa italiana Gaggia registrou uma patente para uma máquina de espresso com um pistão de alavanca. Essa tecnologia permitiu a extração sob alta pressão, resultando em uma bebida encorpada com o que foi descrito como "crema naturale". Desde então, o termo "espresso" passou a ser associado à presença dessa espuma característica.

## Formação da crema

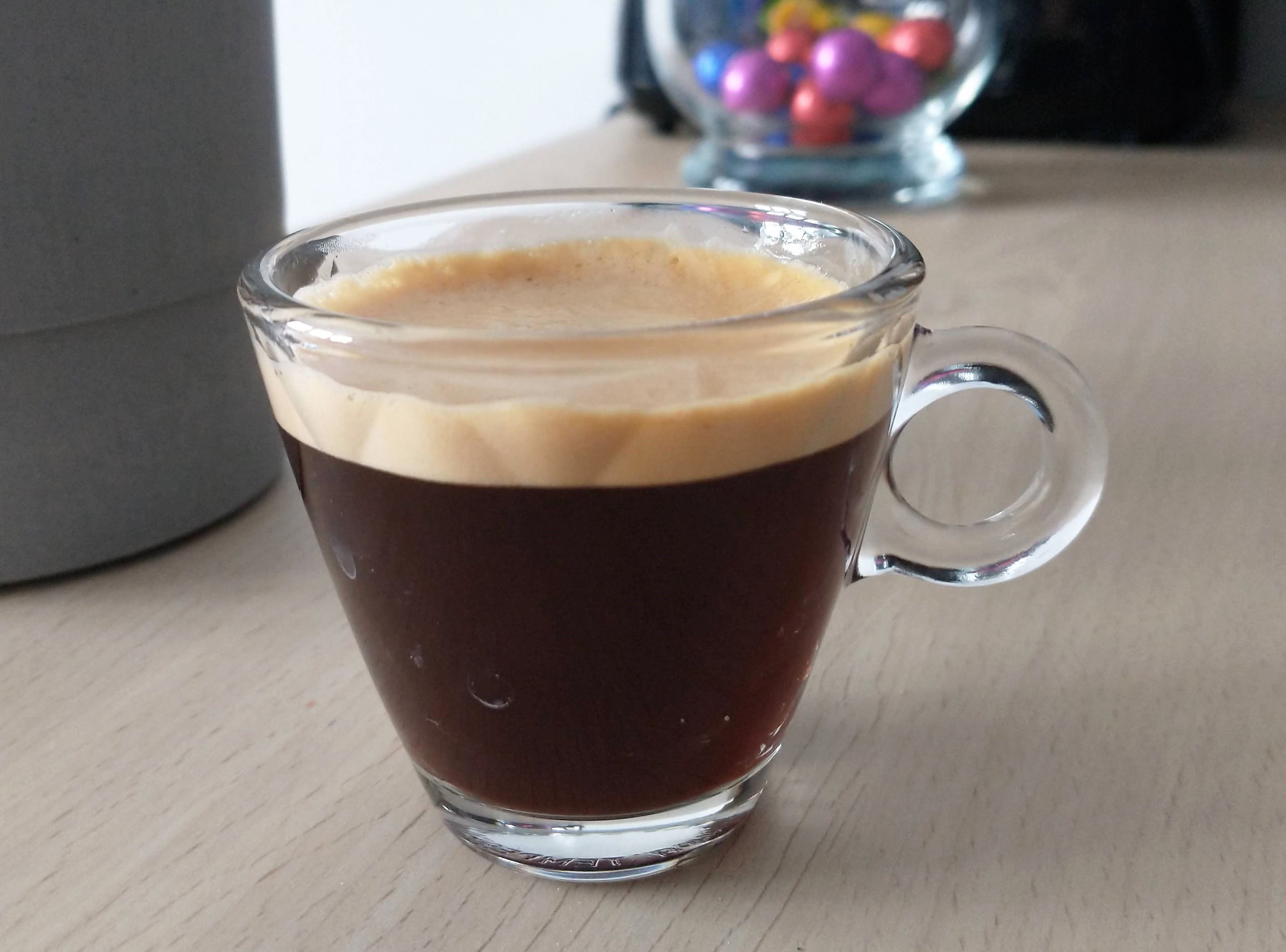
Crema flutuando sobre um espresso em uma xícara de vidro.

A formação da crema ocorre devido a uma combinação de fatores químicos e físicos durante a extração do espresso. Durante a torra, os grãos de café liberam CO₂ como subproduto. Esse gás permanece nos grãos mesmo após a moagem e é liberado durante a extração, quando a água quente sob pressão dissolve o CO₂. Ao sair da máquina, a diferença na pressão faz com que esse gás forme minúsculas bolhas que se misturam ao líquido, criando essa espuma.
Os óleos naturais do café, juntamente com frações proteicas e polissacarídeos presentes nos grãos moídos, contribuem para a estabilidade e textura da crema. A emulsificação desses compostos durante a extração forma uma espuma densa e persistente.

### Estabilidade da crema
A pressão superior a 9 bar alcançada pelas máquinas de extração, combinada com a moagem fina do café, é essencial para a formação da crema. A moagem inadequada (muito grossa ou muito fina) ou a pressão incorreta podem resultar em uma crema instável ou ausente.  Grãos recém-torrados normalmente produzem mais CO₂, resultando em uma crema mais espessa e duradoura. Grãos mais antigos tendem a formar uma crema menos robusta devido à perda de CO₂.

## Importância
A crema é vista por muitos baristas e entusiastas como um sinal de um espresso corretamente extraído e feito com grãos de boa qualidade. Para grande parte dos especialistas, a presença da crema é essencial em um bom espresso, pois sua textura ajuda a reter os compostos aromáticos voláteis do café, intensificando a experiência sensorial. Adicionalmente a camada de crema presente na xícara com a bebida atua como uma barreira isolante, reduzindo a perda de calor do espresso.